# Islas Pattiw
Islas Pattiw o Islas Occidentales (en inglés: Western Islands ) es el nombre de la zona más occidental del estado de Chuuk en los Estados Federados de Micronesia, integrada por tres islas o atolones de Houk, Poluwat y Pollap, con una superficie total de 7,17 km² (2,77 millas cuadradas) y una población de 2736 (según el censo de 2000). Pattiw es una de las tres áreas de la región noroeste de Chuuk, Oksoritod. Poluwat se une a la gran Banco Uranie (332 km²) y se encuentra en la esquina noroeste del banco, mientras Houk (Pulusuk) marca el punto más meridional del Arrecife de Manila (con 332 kilómetros cuadrados de superficie).